# Історія євреїв Вінниці
Історія євреїв Вінниці- хронологічний розвиток соціально-економічного, культурно-релігійного та інших аспектів життя єврейської громади у Вінниці. Історія євреїв Вінниці, відображена у писемних джерелах, налічує понад п’ятсот років.

## Литовсько-польський період (XVI–XVIII ст.)
Перша відома писемна згадка про євреїв у Вінниці міститься у міських актах за 28 жовтня 1506 р. Вона пов’язана з купівлею євреєм із міста Острога Міхелем Шимонковичем маєтку у вінницького міщанина Максима Шульжича. У 1532 р. в актах згадується єврей Міхель, який торгував у місті худобою та сукном. У 1604 р. у Вінниці було зафіксовано 66 єврейських будинків (згідно з інвентарем вінницького замку).
Євреї, які жили на Поділлі, як і в інших частинах Речі Посполитої, мали юридичний статус підданих королівської скарбниці. Це означало, що вони платили податки і вважалися власністю короля. За документами, виданими у Польщі ще у XIII–XIV ст., будь-який напад на євреїв вважався нападом на короля , тому вони могли розраховувати на певний ступінь захисту.
Єврейська міграція на схід активізувалася після Люблінської унії 1569 р. Це було пов’язано з політикою польських королів, які розпочали роздавати величезні площі новоприєднаних земель магнатам, а ті, у свою чергу, засновували там маєтки. У цьому процесі євреї були важливою ланкою, оскільки обіймали управлінські посади у закладених маєтках. Через це євреї розселялися у магнатських містечках, де вони підтримували і розвивали торгівлю, зокрема ярмарки . Усе це налаштувало українське православне населення містечок Правобережжя проти системи латифундій, яку на місцях розвивали євреї .
У процесі розгортання визвольної війни під проводом Богдана Хмельницького було повністю знищено декілька єврейських громад на Поділлі . Багато євреїв потрапило в полон до кримських татар і було продано в рабство. Значна частина подільських євреїв втекла на захід і повернулася лише у 50-х рр. XVII ст. 
У цей період євреїв Вінниці спіткала подібна доля. У червні 1648 р. козаки взяли Вінницю. Тих євреїв, які не змогли або не встигли втекти з міста, було вбито. 
Наступні руйнування подібних масштабів відбулися у XVIII ст. і були пов’язані з діями гайдамаків під час Коліївщини. Водночас небезпека для євреїв Вінниці походила не лише від них: так, у жовтні 1774 р. учні єзуїтського колегіуму вчинили у місті єврейський погром.

## Євреї Вінниці наприкінці XVIII – на початку XX ст.
Наприкінці XVIII ст. у місті починає формуватися окремий квартал, у якому компактно проживали євреї – «Єрусалимка» . Він поділявся на дві частини: нижню і верхню. У нижній Єрусалимці жили здебільшого бідні євреї, а у верхній – багатші. У місті в цей період було споруджено кілька синагог, створено юдейський релігійний навчальний заклад (талмуд-тора). У ці роки Вінниця приваблювала єврейське населення своїми економічними можливостями, оскільки була одним із помітних торгівельних центрів у регіоні .
У 1767 р. у Вінниці проживав 691 єврей. Наприкінці XVIII ст., після поділів Речі Посполитої та переходу правобережної України під владу Російської імперії, євреї становили 12,2% від загальної кількості жителів Подільської губернії, до якої відтепер належала Вінниця . В 1847 р. у Вінниці проживало 3882 єврея, а згідно з переписом населення 1897 р. – 11 689, які становили 36% від загальної кількості мешканців міста.
У XIX ст. у місті було споруджено декілька хасидських синагог. Загалом у 1856 р. у Вінниці функціонувало 9 синагог, у 1889 р. – 13, а у 1910 р. – вже 17. На початку XX ст. у Вінниці було відкрито єврейську лікарню і притулок для людей похилого віку. З 1894 р. цей притулок працював при лікарні.
Відомим підприємцем Вінниці на зламі століть був єврей Мойсей Флігельтуб, який після хрещення отримав ім’я Матвія Заваркіна. Він займався оптовою торгівлею товарами. Про успішність його бізнесу свідчить той факт, що він певний період постачав товари до імператорського двору в Санкт-Петербурзі. 
У Вінниці народився відомий єврейський художник Натан Альтман (1889–1970). Його твори виконано здебільшого у стилі кубізму. Найвідомішою його роботою є портрет поетеси Анни Ахматової (1914). 
У грудні 1905 р. у місті відбувся єврейський погром.

## Євреї Вінниці у 1917–1941 рр.
Після розпаду Російської імперії та початку багатостороннього протистояння на її колишніх теренах влада у місті була нестабільною та багаторазово змінювалася. Траплялися єврейські погроми, найбільший з яких відбувся 30 серпня 1919 р. 
У 1926 р. у місті проживала 21,8 тис. євреїв при загальній кількості населення у 58 тис. осіб.
20-ті рр. XX ст. характеризувалися бурхливим розвитком культурно-освітнього життя неросійських народів Радянського Союзу, зокрема національних меншин, обумовленим більшовицькою політикою коренізації. 
В ці роки у Вінниці діяв єврейський педагогічний інститут, єврейські початкові та середні школи, бібліотека, видавалися газети мовою їдиш. У 1923 р. у Вінницькій філії Всенародної бібліотеки України було відкрито відділи гебраїки та юдаїки. У 1931 р., незважаючи на опір влади, у місті функціонували дві синагоги. У 1934 р. у Вінниці було відкрито Державний єврейський театр . Проте у другій половині 30-х рр. XX ст. ситуація змінилася. Багато єврейських культурних, освітніх і політичних діячів Вінниці було репресовано. 
Згідно з переписом населення 1939 р. у Вінниці мешкало 33 150 євреїв, які складали 35,63 % від загальної кількості населення міста .

## Друга світова війна та Голокост у Вінниці
19 липня 1941 р. Вінницю було захоплено німецько-румунськими військами. Від 20 жовтня 1941 р. місто входило до складу гебіту «Вінниця» Генерального округу «Житомир» рейхскомісаріату «Україна». 
Перший розстріл євреїв у місті відбувся 29 липня 1941 р. Тоді загинуло 146 осіб . Екзекуцію здійснила зондеркоманда 4б. У першій половині серпня 1941 р. близько 600 євреїв було розстріляно айнзатцкомандою 6 . 5 вересня 1941 р. бійці 304 поліцейського батальйону розстріляли 2200 євреїв . 12 вересня 1941 р. було розстріляно близько 1 тис. євреїв, здебільшого молоді . Між 19 і 20 вересням 1941 р. один із загонів айнзатцкоманди 6 разом із 45-м і 314-м поліцейськими батальйонами здійснив одне з наймасовіших за всю війну масових вбивств, розстрілявши близько 15 тис. євреїв . 
16 квітня 1942 р. було ліквідовано гетто, в якому, станом на 1 лютого 1942 р., мешкало 5505 євреїв (1352 чоловіки, 2741 жінка, 1412 дитини). З них було розстріляно 4800 осіб. Близько тисячі ремісників було відібрано і вислано до Житомира . Станом на 15 травня 1942 р. у Вінниці ще проживав 801 єврей. Більшість цих людей було знищенно у наступні місяці. Станом на 1 квітня 1944 р. у місті залишилося 76 євреїв .
Відомо про 17 радянських євреїв-підпільників, які діяли у Вінниці в роки окупації .

## Від 1944 р. до сьогодення
Після вступу радянських військ до міста у 1944 р. почалося відновлення єврейського життя у Вінниці. У 1946 р. знову почала діяти синагога, яку, однак, закрили у 1949 р., і знову відкрили лише після смерті Сталіна у 1953 р. 
У перші повоєнні роки спостерігався стихійний виїзд євреїв із колишніх окупованих території до Єврейської автономної області РРФСР. Лише 14 грудня 1946 р. з Вінниці виїхало 450 осіб, або 120 родин .
В 1959 р. у Вінниці проживало 19,5 тис. євреїв, які становили 16% від загальної кількості населення міста. У 1970 р. чисельність євреїв тут лише трохи скоротилася в абсолютних цифрах (до 17 984 осіб), але їхня відносна частка серед мешканців обласного центру впала до 8,5%. У 1989 р. у місті проживало 15 тис. євреїв.
Зі здобуттям Україною незалежності в 1991 р. активізувався процес виїзду євреїв до Ізраїлю та країн Північної Америки. Згідно з переписом населення 2001 р. у місті залишалося всього близько 1700 євреїв, які становили 0,5 % від загальної кількості населення міста. 
Незважаючи на ці процеси, у Вінниці досить активно розвивається єврейське освітнє та культурне життя. Станом на 2018 р. у місті діяло 35 єврейських організацій. У Вінниці працює молодіжна театральна студія «Макор», недільна школа «Мехіна», благодійний центр «Хесед-Ємуна», центр соціально-медичної допомоги «Ємуна», об’єднання колишніх в’язнів нацизму і праведників народів світу, міське товариство малолітніх в’язнів гетто, концтаборів та їхніх рятівників.